# Suharău
Suharău é uma comuna romena localizada no distrito de Botoşani, na região de Moldávia . A comuna possui uma área de 104.88 km² e sua população era de 5239 habitantes segundo o censo de 2007.